# Crystal Scenery III Selfcover Best
『Crystal Scenery III Selfcover Best』（クリスタルシーナリー スリー セルフカバーベスト）は、岡本真夜の4枚目のミニ・アルバム。2009年11月25日に発売された。販売元は日本クラウン。

## 概要
1999年発売の『Crystal Scenery』系統のセルフカバー・ベスト・アルバムであるが同年発売『Crystal Scenery II』と同じくアカペラだけではなく楽器も使われている。

## 収録曲
全曲作詞・作曲：岡本真夜
1. Crystal Scenery V
2. TOMORROW ～Kanon Version～
  - 1stシングルより。
3. ハピハピ バースデイ ～Crystal Scenery III Version～
  - 12thシングルより。
4. 大丈夫だよ ～Crystal Scenery III Version～
  - 7thシングルより。
5. Crystal Scenery VI
6. Destiny ～Crystal Scenery III Version～
  - 20thシングルより。
7. 銀色の週末 ～Crystal Scenery III Version～
  - 2ndアルバム「Pureness」より。
8. Christmas Love ～Kantate147 Version～
  - 新曲。